# Ndoc Suma
Dom Ndoc Suma (* 31. Juli 1887 in Nënshat (Zadrima); † 22. April 1958) war ein römisch-katholischer Priester, der im kommunistischen Albanien um seines Glaubens willen starb. Er gehört zu den Achtunddreißig Märtyrern von Albanien.

## Leben
Nachdem er die ersten Studien am Päpstlichen Seminar in Shkodra absolviert hatte, studierte er für zwei Jahre in Innsbruck Theologie und Philosophie. Am 21. September 1911 wurde er in der Kapelle des Kollegs der Salvatorianer zum Priester geweiht. Seine Heimatprimiz feierte er in Nënshat am 24. September 1911. Er wirkte als Pfarrer von Kçirë, Koman, Narac, Laç i Vaut bei Dejës und Pistull.
Neben seinem Einsatz als Priester arbeitete er auch als Ethnograf, indem er albanische Märchen und alte Traditionen sammelte und aufschrieb.
Am 8. Dezember 1946 wurde er während der Hl. Messe verhaftet. Unter falscher Anklage wurde ihm ein Gerichtsprozess gemacht, an dessen Ende er zu 30 Jahren Haft verurteilt wurde. Nachdem er im Gefängnis eine Körperlähmung erlitten hatte, wurde er nach acht Jahren Haft am 27. November 1954 freigelassen. Er kehrte nach Pistull zurück, wo er nun in einem Kellerzimmer des Pfarrhauses wohnte. In einer Art Katakombe hielt er die Hl. Messe für die Gläubigen. Er verstarb einige Jahre später.

## Seligsprechung
Ndoc Suma wurde zusammen mit 37 weiteren Märtyrern am 5. November 2016 in Shkodra seliggesprochen. Kardinal Angelo Amato, der Vorsitzende der Kongregation für die Selig- und Heiligsprechungsprozesse, leitete im Auftrag von Papst Franziskus die Feierlichkeiten.